# Corné du Plessis
 Corné du Plessis ( 20 de março de 1978) é um ex-velocista sul-africano, campeão mundial de atletismo no revezamento 4x100 m em Edmonton 2001. Na ocasião, a equipe sul-africana chegou em segundo lugar. Com a implicação do velocista Tim Montgomery, integrante do revezamento campeão norte americano, no caso BALCO, um escândalo de dopagem que afetou diversos atletas dos EUA em 2002, as medalhas do revezamento dos EUA foram confiscadas e repassadas ao time sul-africano composto por du Plessis, Morné Nagel, Lee-Roy Newton e Matthew Quinn.